# (4151) Alanhale
(4151) Alanhale es un asteroide perteneciente al cinturón de asteroides, descubierto el 24 de abril de 1985 por Carolyn Shoemaker y por su esposo que también era astrónomo Eugene Shoemaker desde el Observatorio del Monte Palomar, Estados Unidos.

## Designación y nombre
Designado provisionalmente como 1985 HV1. Fue nombrado Alanhale en honor al astrónomo estadounidense Alan Hale.